# Football australien
 (août 2018).
Le football australien, en anglais : Australian rules football ou Australian football, également surnommé footy ou encore Aussie rules (littéralement « règles australiennes »), est un sport collectif opposant deux équipes de dix-huit joueurs dans un stade ovale, chacune cherchant à faire parvenir le ballon entre les poteaux adverses. La philosophie du jeu est proche de celle du rugby, mais à l'inverse exige de parcourir un terrain beaucoup plus étendu — le jeu se pratique donc essentiellement au pied et moins à la main.
Comme son nom l'indique, ce sport est originaire d'Australie et codifié par les Australiens à la fin du XIXe siècle. C'est le seul pays possédant une ligue professionnelle nommée l'Australian Football League qui regroupe dix-huit franchises pendant l'hiver austral, de mars à septembre. Le football australien possède le statut de sport numéro un en Australie avec la meilleure affluence au niveau mondial notamment grâce à la finale AFL qui accueille plus de 100 000 spectateurs chaque année au Melbourne Cricket Ground.
Géré au niveau mondial par la Commission AFL créée en 1985, ce sport serait pratiqué en 2015 par environ 1,2 million de joueurs à travers le monde[réf. nécessaire]. Ce sport se développe aujourd'hui dans certains pays d'Amérique du Nord (États-Unis et Canada), en Asie (Japon et Chine), en Océanie (Nouvelle-Zélande et Papouasie-Nouvelle-Guinée) et en Europe (Irlande et Angleterre) .

## Historique

### Origines

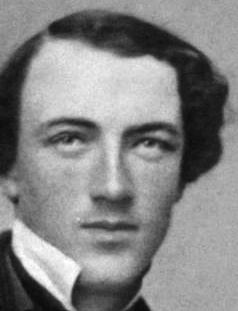
Tom Wills

Le football australien a été inventé en 1857 par Tom Wills. Après ses études en Angleterre à l'école de Rugby où il était capitaine de l'équipe de football (qui deviendra plus tard le rugby), Tom Wills rentre en Australie. Il écrit alors une lettre au Bell Sporting Weekly, un journal sportif de Melbourne, pour demander la création d'équipes de football afin que les joueurs de cricket puissent rester en forme durant l'hiver.
Il faut attendre le 10 juillet 1858 pour que le premier club de football australien soit créé, le Melbourne Football Club, toujours actif à ce jour. Le premier match est alors organisé entre le Melbourne Football Club et le Scotch College à Yarra Park. Deux équipes de près de quarante joueurs s'affrontent pendant quatre journées, sur un terrain de près de 500 mètres de long,.
La première version des règles du football australien est rédigée entre autres par Tom Wills à Melbourne en 1859 au Melbourne Cricket Club (en), ce qui en fait le deuxième plus vieux code de football, derrière le rugby, puisque le football ne voit ses règles écrites qu'en 1863 et le football américain en 1869.
De nombreuses théories sont avancées afin de tenter d'expliquer l'origine du football australien.
Selon une première hypothèse, le football australien serait un « dérivé » du rugby. Bien que Tom Wills ait fait ses études à l'école de Rugby, où il était un brillant joueur, et que la plupart des pères du football australien aient réalisé une partie de leur scolarité en Angleterre, il n'est pas certain qu'ils aient adopté les règles du rugby comme modèles. Tout d'abord Wills trouvait les règles du rugby trop violentes et peu adaptées au climat sec de l'Australie, de plus il déclara publiquement qu'ils devaient « avoir leurs propres règles ».
Ensuite vient l'hypothèse aborigène,. Tom Wills a grandi dans l'ouest du Victoria et avait de nombreux contacts avec la tribu aborigène des Djabwurrung, il parlait couramment leur langue et jouait beaucoup avec les enfants aborigènes vivant près de chez son père. À cette époque, les Aborigènes du Victoria jouaient avec une balle faite en peau d'opossum à un jeu appelé marngrook, ressemblant beaucoup au football australien. Cette théorie d'un jeu purement australien hérité des premiers habitants du pays séduisit facilement la population. Les Australiens préfèrent cette hypothèse à l'idée que leur sport national provienne des ex-colons britanniques. Ils poussèrent même l'identification jusqu'à prétendre que le terme mark serait issu du mot aborigène mumarki, utilisé pendant les rencontres de marngrook pour définir une action similaire à celle qui lui est rattachée aujourd'hui. Néanmoins le terme mark est utilisé par les écoles anglaises depuis 1830.
La troisième hypothèse est celle de l'influence irlandaise, le football australien et le football gaélique étant deux sports très proches. Dès 1843, les colons irlandais célébraient la fête de la Saint-Patrick en organisant une rencontre de caid, forme ancienne du football gaélique. Mais les règles gaéliques n'étant pas codifiées au moment où Wills codifia les règles australiennes, donc il est presque impossible de savoir si le football australien est vraiment dérivé du football gaélique. Il est probable, vu les liens entre Irlandais et Australiens, que les deux sports se soient influencés mutuellement.

### Football australien en Australie

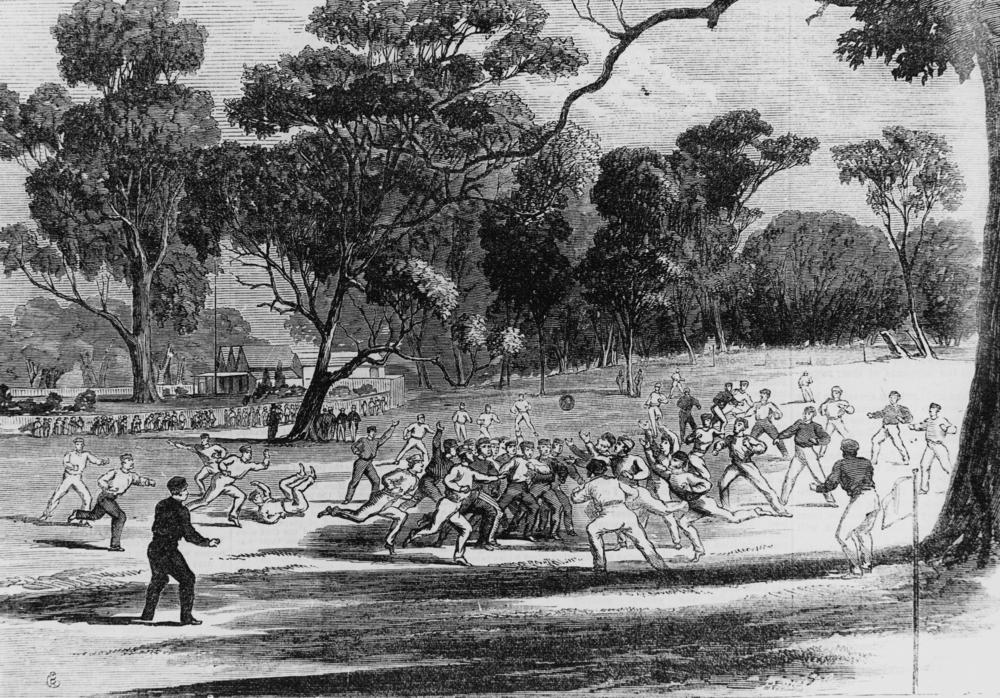
Gravure d'un match de football australien à Yarra Parken en 1860.

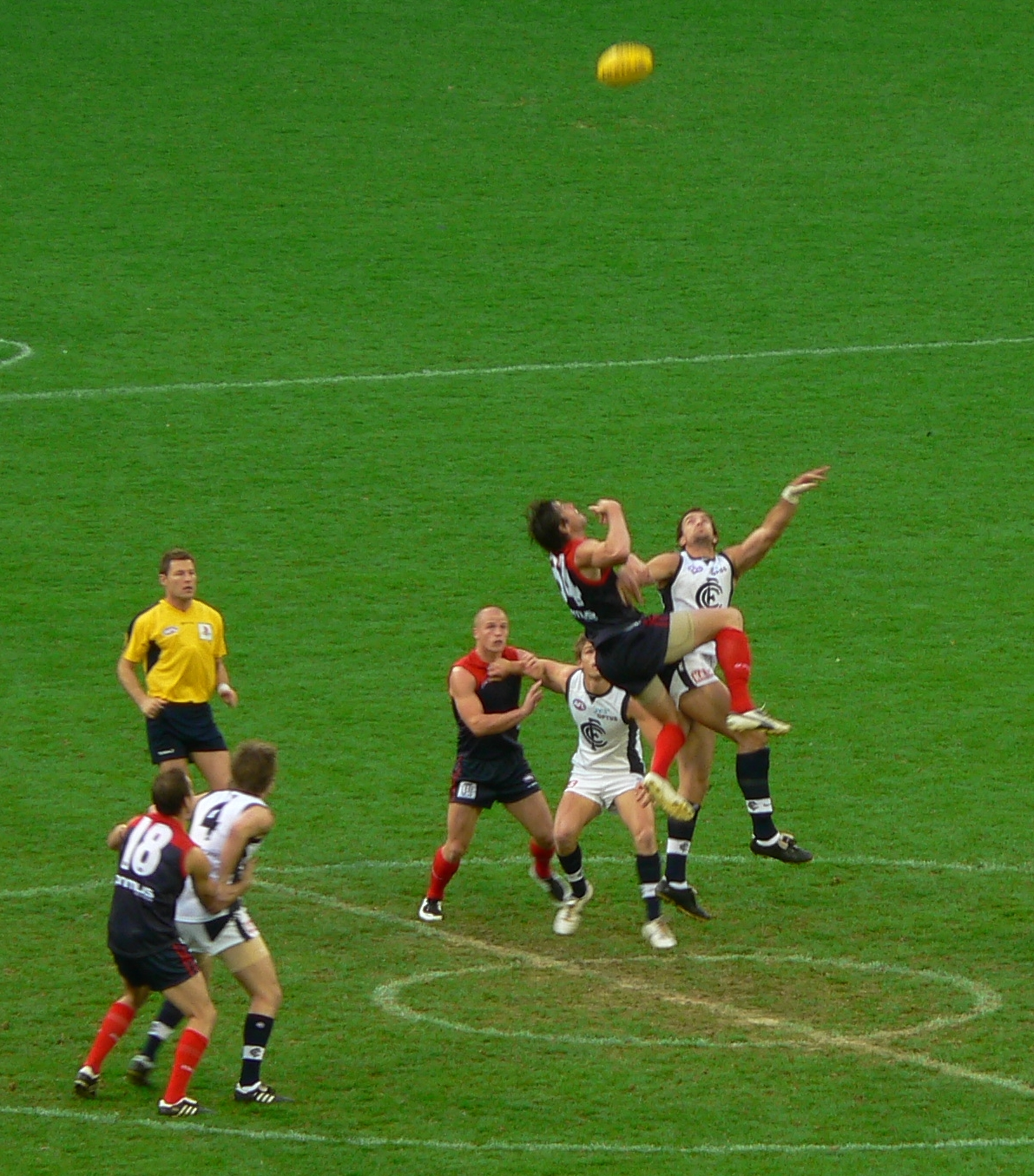
Un match de football australien en 2007.

La popularité du footy grandit rapidement, avec la création du Geelong Football Club (encore en activité) en 1859 et de bien d'autres clubs. La première compétition officielle a lieu en 1861 sous l'égide de la Royal Caledonian Society of Melbourne, seules deux équipes participent, le Melbourne Football Club et l'Université de Melbourne. Ce tournoi se poursuit dans les années 1860 avec l'ajout d'autres équipes de la périphérie de Melbourne. D'autres compétitions « rivales » sont créées à la même époque, chacune se jouant avec ses propres règles. Petit à petit, les règles s'harmonisent, et on adopte un peu partout les Melbourne Rules qui deviendront plus tard les Victorian Rules avant de devenir les Australian Rules.
Le 17 mai 1877, naît la Victorian Football Association (VFA) qui regroupe alors huit équipes : Carlton, Collingwood, Essendon, Fitzroy, Geelong, Melbourne, St Kilda et South Melbourne. Le jeu se répand alors dans tout le pays : Australie-Méridionale (1860), Tasmanie (1864), Queensland (1866), Nouvelle-Galles du Sud 1877, Australie-Occidentale 1881, Territoire de la capitale australienne (1911), Territoire du Nord (1916).
La Première Guerre mondiale a fortement perturbé le football australien. Beaucoup de joueurs périrent au combat, et de nombreux clubs ne purent se relever de la perte de certains de leurs meilleurs joueurs pendant le conflit. Encore aujourd'hui, un match est joué à l'occasion de la Journée de l'ANZAC afin de ne pas oublier les blessures de la guerre.
En 1925, la VFA compte 12 clubs, Richmond, Footscray (actuel Western Bulldogs), Hawthorn et North Melbourne ayant rejoint la compétition entretemps. Il en sera ainsi jusqu'en 1987 où les West Coast Eagles et le Brisbane Australian Football Club (en) rejoignent la compétition, c'est également cette année que les premiers matchs de championnat seront retransmis en direct à la télévision australienne.
En l'absence de championnat international est créé en 1977 le State of Origin, compétition mettant aux prises des équipes représentant les États du Victoria, de l'Australie-Méridionale et de l'Australie-Occidentale.
Dans les années 1980, le sport se développe de plus en plus hors des frontières du Victoria, notamment grâce aux premières retransmissions télévisées en direct à la télévision australienne. En 1982, une des équipes fondatrices du football australien, South Melbourne, part pour la capitale du rugby à XIII, Sydney, et devient les Sydney Swans. En 1987, les West Coast Eagles et le Brisbane Australian Football Club (en), deux clubs non-victoriens, rejoignent la VFL (ex VFA). Le football australien ayant largement dépassé les frontières du Victoria, le 1er janvier 1990, la Victorian Football League est renommée Australian Football League (AFL). Les matchs inter-États du State of Origin perdent alors de leur importance et sont abandonnés quelques années plus tard.
En 2007, lors des 150 ans de la création du football australien, de nombreux évènements ont été organisés pour l'occasion avec notamment la troisième édition de l'International Cup (Coupe du monde amateur à laquelle les Australiens ne participent pas du fait de la trop grande différence de niveau). Aujourd'hui l'AFL compte 18 équipes. C'est à ce jour la plus grosse organisation gérant une compétition de football australien dans le monde et, de ce fait, elle fait office de fédération internationale. Malgré une très forte popularité dans le Victoria, ainsi qu'en Australie-Occidentale et Méridionale, l'AFL est largement dépassée par le rugby en Nouvelle-Galles du Sud et dans le Queensland.
En 2010, le football australien est le sport comptant le plus grand nombre de licenciés en Australie (650 000), devant le rugby à XIII et le rugby à XV.

### Le football australien dans le monde

#### Australie
L'Australie est à ce jour le seul pays accueillant une compétition professionnelle. L'Australian Football League est la fédération gouvernante de ligue professionnelle australienne, elle regroupe 18 équipes s'affrontant pendant l'hiver austral de mars à septembre. La saison se compose de 22 journées pendant lesquelles toutes les équipes s'affrontent deux fois. Au terme de ces 22 journées, l'équipe qui termine en tête se voit décerner la Coupe McClelland. Une fois cette première phase terminée, les huit premières équipes s'affrontent lors de phases finales. Lors de la première semaine, les quatre équipes de têtes participent aux « finales qualificatives » (1er contre 4e et 2e contre 3e), alors que les quatre autres jouent les « finales éliminatoires » (5e contre 8e et 6e contre 7e). Pendant la deuxième semaine, les équipes ayant perdu les « finales qualificatives » rencontrent les vainqueurs des « finales éliminatoires » lors des « demi-finales ». Les deux vainqueurs des « finales qualificatives » sont directement qualifiées pour les « finales préliminaires » en troisième semaine, où elles affrontent les vainqueurs des « demi-finales ». Les deux équipes victorieuses des « finales préliminaires » se rencontrent lors de la « Grande finale » en quatrième semaine. Le vainqueur de la « Grande finale » se voit remettre la Premiership Cup, et est déclaré champion d'Australie.

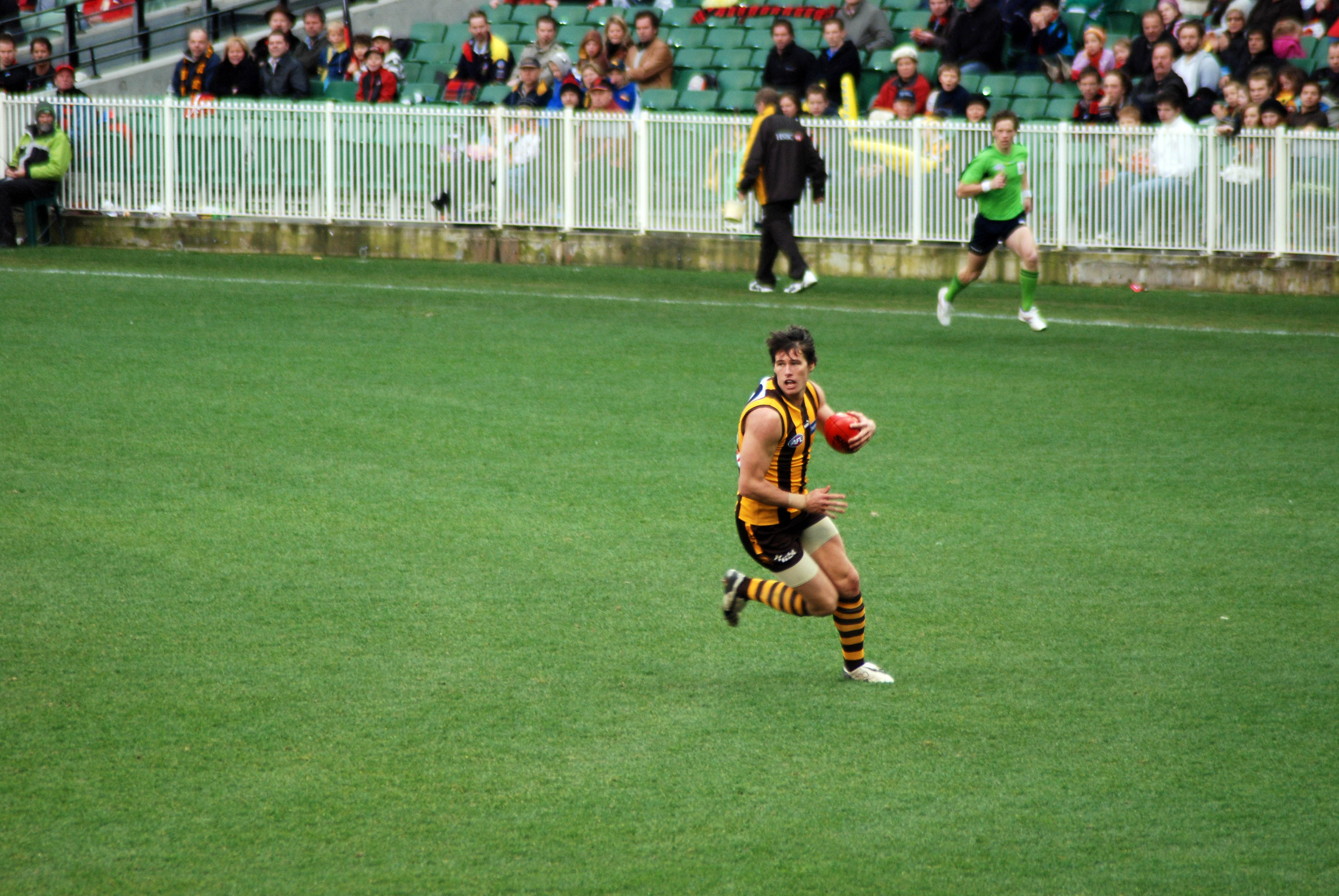
Un joueur de l'équipe de Hawthorn lors d'un match de l'AFL

Parmi les 18 équipes engagées, seules sept équipes ne sont pas originaires du Victoria. Pour faire face au développement des autres sports (rugby à XIII et à XV, football), l'AFL a décidé d'incorporer une nouvelle équipe dans la compétition d'ici 2013 : Western Sydney. En plus de l'équipe des Gold Coast Sun créée durant l'été 2010.
En plus de l'AFL, l'Australie compte de nombreuses ligues amateures ou semi-professionnelles qui évoluent au niveau des États.
Le football australien reste le sport le plus suivi durant l'hiver austral, voire durant l'été dans certains États. Le MCG (Melbourne Cricket Ground) est le plus grand stade de football australien au monde et, malgré son nom, il accueille plus de matchs de football australien que de cricket. Il peut accueillir jusqu'à 100 000 personnes, c'est là qu'est organisé la « Grande finale »  tous les ans, même si les équipes engagées ne sont pas victoriennes. En 2006, l'AFL a cédé les droits de diffusion de ses matchs pour 780 millions de dollars australiens, soit plus de 450 millions d'euros.[source secondaire souhaitée]

#### Afrique
À l’exception de l'Afrique du Sud, le football australien est presque inexistant sur le continent africain. Du fait des liens entre l'Australie et l'Afrique du Sud, l'AFL a largement investi dans le développement du football australien.

#### Amérique
Dans les années 1980 la VFL organise des matchs d'exhibition au Canada, permettant de lancer une ligue canadienne, AFL Canada en 1989. Durant l'été 2008, la première équipe de football australien est créée à Montréal, au Québec. Les Québec Saints gagnaient leur premier championnat dans l'AFL Canada l'été suivant. Le nom Québec Saints a été choisi en référence aux très nombreux noms de saints utilisés au Québec tant pour les rues que pour les quartiers, villages et villes. Plusieurs compétitions sont organisées aux États-Unis, un stade qui devrait pouvoir accueillir des matchs de football australien a même été construit récemment en Floride.

#### Asie
Tout comme en Europe, les troupes australiennes engagées dans la guerre du Viêt Nam ont organisé des rencontres de football australien, notamment contre des équipes constituées de joueurs vietnamiens. Aujourd'hui, des compétitions structurées sont organisées au Japon, en Inde, au Viêt Nam ainsi qu'en Chine. Là aussi, la diaspora australienne joue un rôle prédominant dans la mise en place d'une compétition dans chacun de ces pays.

#### Europe
Les premières traces de football australien en Europe remontent à la Première Guerre mondiale. Les troupes australiennes de l'ANZAC, alors déployées principalement en France, se livrent à des matchs de football australien lors de leur temps libre. On trouve également des traces à la même période en Angleterre, avec notamment une confrontation entre les universités de Cambridge et d'Oxford, qui a encore lieu aujourd'hui. Ces quelques matchs sont restés sans suite après le départ des troupes australiennes.
Depuis les années 2000, le football australien se développe en Europe en grande partie grâce aux nombreux expatriés australiens. Des ligues amateures existent en Angleterre, au Danemark, en Suède, en Finlande, en Allemagne, en Espagne, en France et en Irlande. Un certain nombre de joueurs anglais et irlandais ont rejoint des équipes professionnelles australiennes ces dernières années. Après quelques tentatives pour mettre en place une fédération européenne, la Fédération européenne de football australien nommée AFL Europe est créé le 8 octobre 2005 à Londres. Cette instance cherche à organiser et à unifier les différents pays européens dans leur pratique du football australien, avec notamment la création de compétitions interclubs tel que l'AFL Europe Champions League ou de compétitions intercontinentales comme l'AFL Europe Championships. Cependant, dans la plupart des pays d'Europe, à part l'Angleterre, l'Irlande et le Danemark, il est presque impossible de trouver des terrains assez grands pour organiser des matchs de footy à 18. Les compétitions sont alors organisées sur des terrains de rugby, et les équipes ne disposent que de 9 joueurs sur le terrain.

##### France
En France, ce sport a profité d'une petite couverture télévisuelle avec la diffusion d'une vingtaine de matchs entre le milieu des années 1980 et le début des années 1990. Cette timide exposition médiatique a permis l'amorçage de ce sport en France, tentative restée infructueuse pendant de nombreuses années.
Depuis 2003, le football australien connaît un nouvel essor en France. Durant les deux années qui suivent, cinq équipes ont vu le jour à Strasbourg, Paris, Senlis, Cergy et Perpignan. Une équipe nationale est envoyée chaque année depuis 2005 à l'EU Cup.
En 2008, la première coupe de France s'est déroulée à Paris entre les équipes de Montpellier, Paris, Strasbourg et Bordeaux. Paris s'est imposée en finale face à Strasbourg sur le score de 8.9.(57) - 4.4.(28).
Le football australien en France compte en 2016, 11 clubs membres du Comité national de football australien, affiliés à l'Union nationale sportive Léo Lagrange (fédération multisports agréée par le Ministère des Sports et membre du CNOSF).

#### Océanie

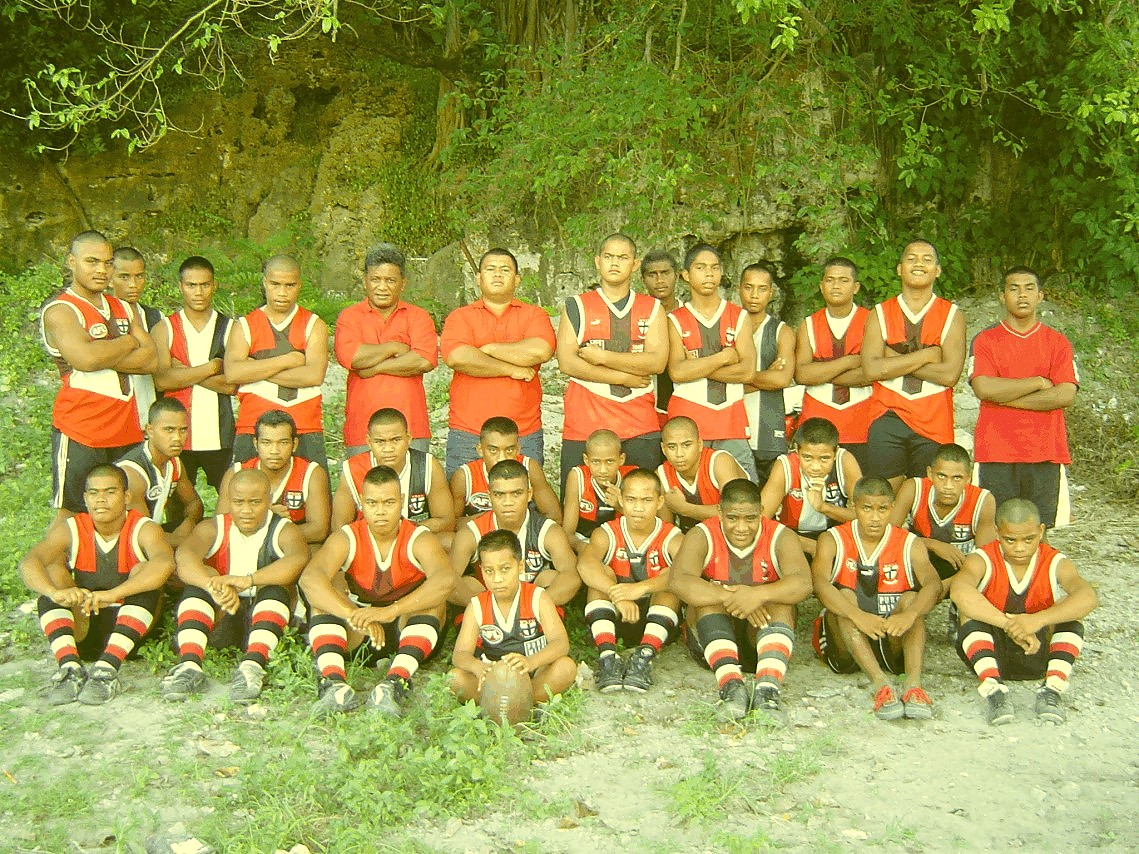
Équipe nauruane de football australien des Panzer Saints en 2003

Étant donné l'influence de l'Australie en Océanie, le football australien s'est bien exporté à travers les différents pays de cette partie du monde. C'est en Nouvelle-Zélande que l'on trouve les plus anciennes traces d'un club de football australien en dehors de l'Australie. Du fait de sa proximité géographique, la Nouvelle-Zélande a toujours été très influencée par l'Australie et en 1863 est fondé le club de Christchurch. En 1904 est organisé le premier championnat néo-zélandais. Malheureusement les ravages de la Première Guerre mondiale mettront un terme au développement du football australien en Nouvelle-Zélande pendant de nombreuses années. Ce n'est qu'en 1974 qu'une compétition senior revoit le jour. Depuis lors la Nouvelle-Zélande fournit un grand nombre de joueurs aux clubs de l'AFL. Des matchs d'exhibition réunissant des équipes de l'AFL sont organisés à travers la Nouvelle-Zélande depuis une dizaine d'années pour promouvoir le sport. La Papouasie-Nouvelle-Guinée est une autre terre de football australien, l'AFL ayant massivement investi ces dernières années dans le développement du footy dans cet État océanien. D'où l'existence d'une petite ligue ainsi que la participation de certains joueurs papousiens-néo-guinéens au championnat AFL tel que Mal Michael ou Winis Imbi anciens joueurs d'Essendon. Les Samoa, les Fidji et les Tonga possèdent également un championnat de football australien tout comme à Nauru où il est le sport national.

### Football australien féminin

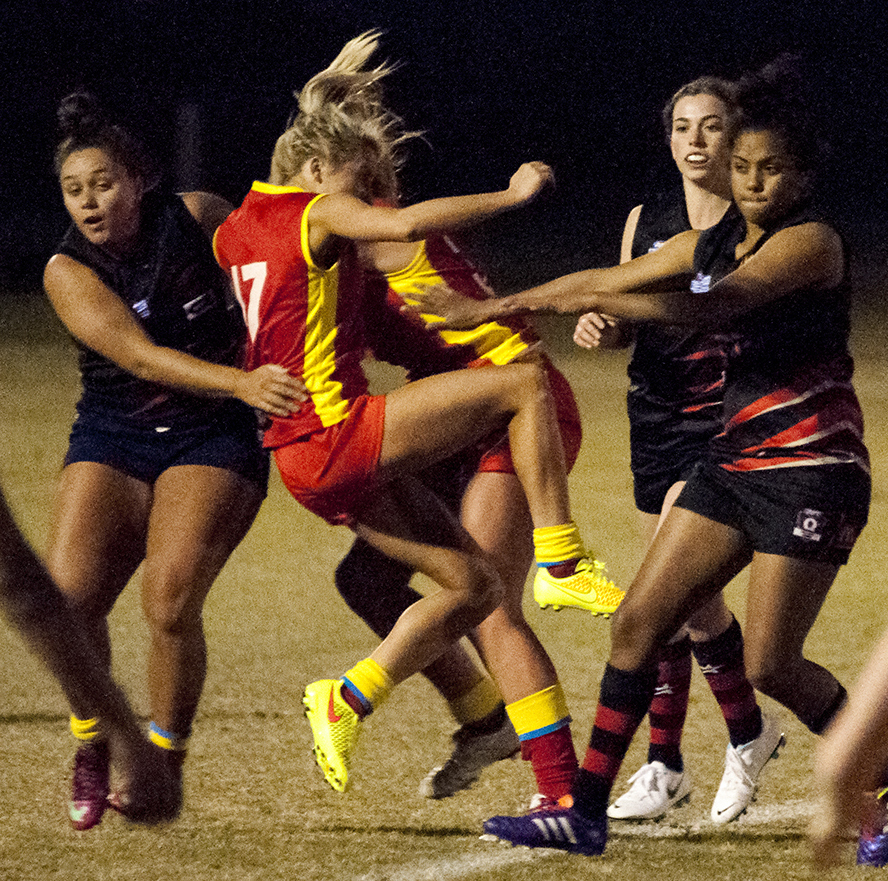
Plaquage lors d'un match entre l'Université Bond et Burleigh en 2014.

Le football australien féminin s'est développé près d'un demi-siècle après son homologue masculin, freiné en partie au départ par le sexisme et l'attitude du public majoritairement composé d'hommes. Cependant la Première Guerre mondiale a permis aux femmes de se libérer et de disputer des premières rencontrent en 1917 et 1918.[réf. nécessaire] La plus ancienne compétition féminine est la Victorian Women's Football League, créée en 1981 avec 31 clubs provenant de Victoria en Australie, comptant six divisions et un total de 1,000 joueuses.
La première rencontre internationale se déroule entre l'équipe américaine et les Canadiennes à Vancouver le 4 août 2007 avec environ 2 500 spectateurs.
La première compétition internationale féminine se déroule en 2011 lors de Coupe internationale de football australien où 6 équipes nationales s'affrontent pour la première fois à Melbourne. En 2015, plus de 280 000 femmes participent à la discipline à travers l'Australie.
Le football australien féminin accède à plus de reconnaissance au début du XXIe siècle, avec notamment en Europe par la fédération européenne de football australien, la création en 2015, de la Ligue des champions, première compétition continentale inter-clubs et en Australie la mise en place par l'AFL, d'une compétition professionnelle féminine dès 2017 avec l'AFL women's league.
Akec Makur Chuot, d'origine soudanaise, y joue au sein de Fremantle Football Club, Richmond Football Club et Hawthorn Football Club dans la compétition féminine de l'AFL.

## Règles du jeu

### Terrain
Cette section ne s'appuie pas, ou pas assez, sur des sources secondaires ou tertiaires indépendantes du sujet. Le texte peut contenir des analyses inexactes ou inédites de sources primaires.
Pour l'améliorer, ajoutez-en, ou placez des modèles {{Source secondaire souhaitée}} ou {{Source secondaire nécessaire}} sur les passages mal sourcés. (juillet 2025)

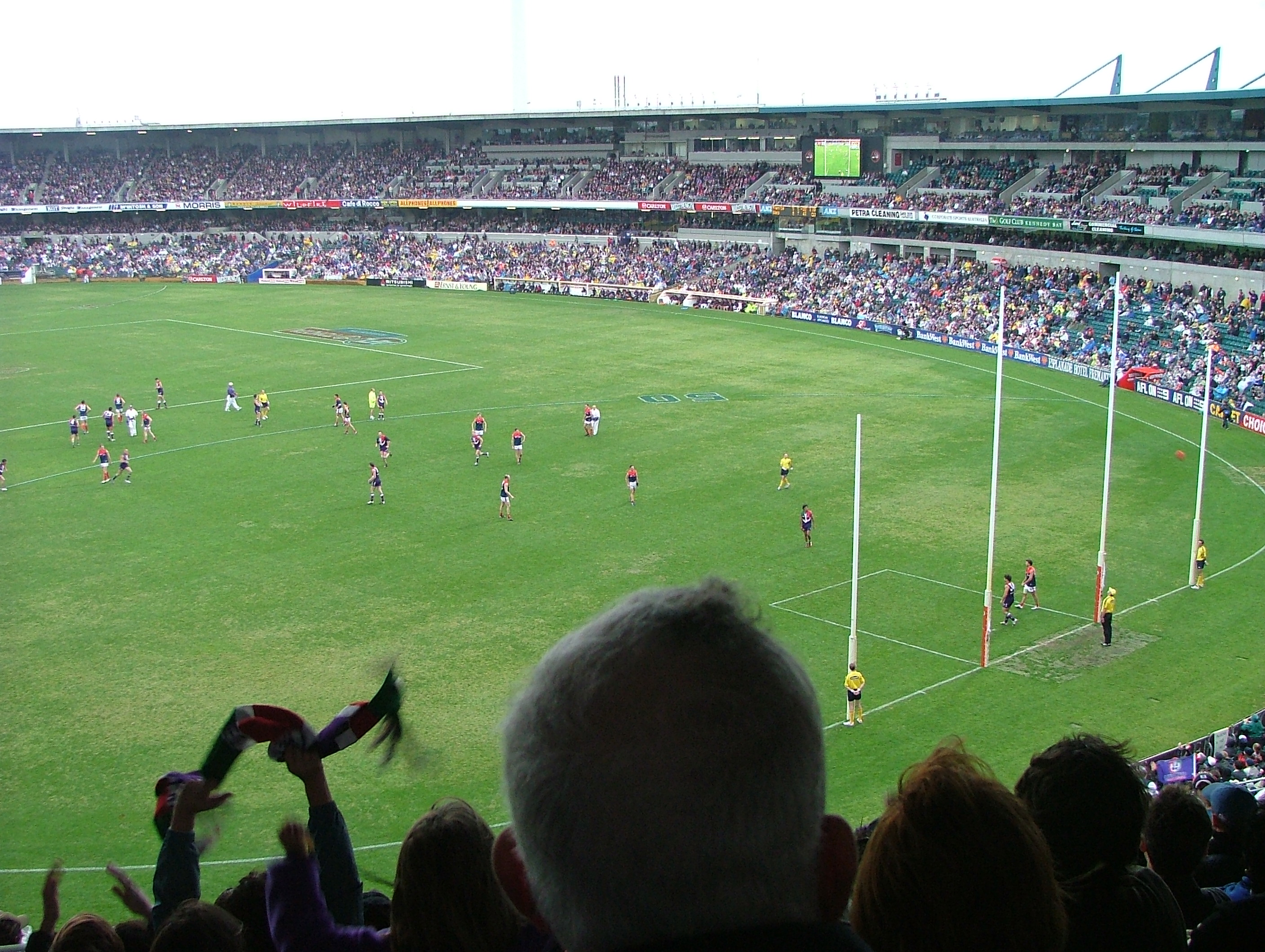
Le Subiaco Oval

Du fait de ses origines, le football australien se joue sur un terrain de cricket, il s'agit d'un ovale de 135 à 185 mètres de longueur sur 110 à 155 de largeur. En comparaison un terrain de rugby mesure environ 100 m de long sur 65 m de large. Le terrain est recouvert d'herbe, bien qu'il soit généralement en terre dans les régions centrales de l'Australie à cause du climat désertique.
Plusieurs lignes sont tracées sur le terrain :
- Une ligne de touche (ovale) qui délimite la surface du terrain.
- Un carré central de 50 m de côté.
- Un rond central de 3 m de diamètre, qui définit la zone de mise en jeu du ballon.
- Un autre rond central de 10 m de diamètre, dans lequel un ruckman seul de chaque équipe doit rester jusqu'à la mise en jeu du ballon.
- Deux demi-cercles de 50 m de rayon indiquant la zone où l'on se trouve à 50 m ou moins des buts.
- Un rectangle de 9 m de long et dont la largeur est égale à l'espacement entre les poteaux de goal, devant ces derniers.

Le plus grand stade de football australien est le Melbourne Cricket Ground (MCG), situé à Melbourne en Australie et qui peut accueillir jusqu'à 100 000 spectateurs.
En Europe, les terrains de cricket sont très rares, sauf en Angleterre, et les matchs se jouent donc le plus souvent sur des terrains de rugby puisque les poteaux sont assez similaires, ou de football en changeant les poteaux dans la mesure du possible. Quand les conditions le permettent, on arrondit les angles du terrain pour avoir une forme plus conventionnelle. La différence de surface du terrain est compensée par le fait que l'essentiel des équipes européennes jouent à 9 et non à 18.

### Position des joueurs

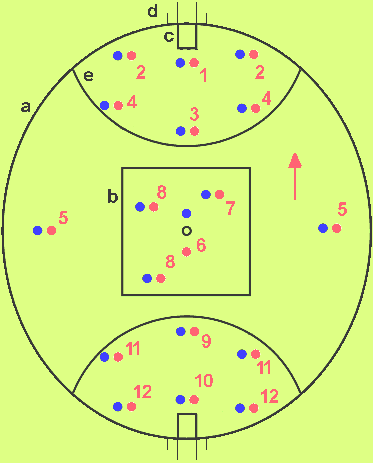
Position des joueurs

Une équipe de football australien est composée de 18 joueurs sur le terrain et de 4 remplaçants. Sur le terrain, les joueurs se répartissent en 2 lignes de 3 dans chaque demi-cercle des 50 m, 4 joueurs dans le carré central, et les 2 derniers de chaque côté du carré central. Bien sûr, pendant les phases de jeu les joueurs sont amenés à se déplacer sur le terrain et à sortir des zones citées ci-dessus.
Cette position traditionnelle ne fait pas l'objet de règles (des positions expérimentales différentes sont parfois utilisées).
- Le plein-avant (full-forward) (1) s'oppose au plein-arrière (full-back) adverse (10)
- Les deux avants-poches (forward pockets) (2) s'opposent aux arrières-poches (back pockets) adverses (12)
- Le demi-avant central (centre half-forward) (3) s'oppose au demi-arrière central (centre half-back) adverse (9)
- Les deux flancs demi-avants (half-forward flanks) (4) s'opposent aux flancs demi-arrières (half-back flanks) (11)
- Les deux ailiers (wings) (5), le demi de mêlée (ruckman) (6), le rôdeur de mêlée (ruck rover) (7) et les deux rôdeurs (rovers) (8) s'opposent à leurs homologues adverses.

Les changements peuvent s'effectuer à n'importe quel moment de la partie et sont en nombre illimité.

### Le score

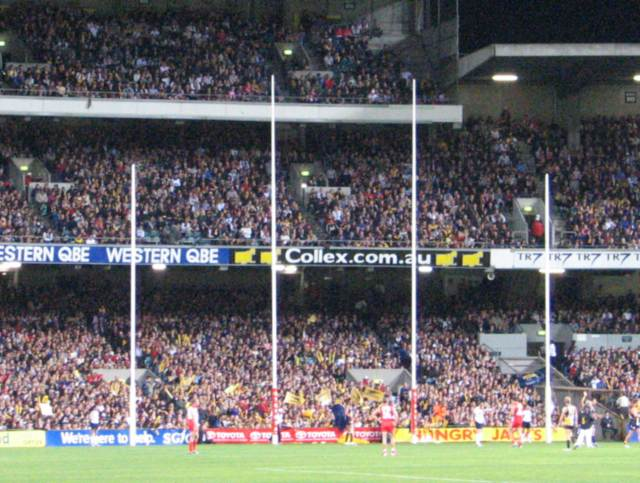
Poteaux de football australien

Au football australien, les buts sont constitués de quatre poteaux verticaux qui sont situés sur la ligne de touche, de part et d'autre du terrain dans la longueur.
Il y a deux poteaux de but (en anglais, goal posts) et deux poteaux arrière (en anglais, behind posts). Les poteaux de goal doivent mesurer au minimum 6 m et être espacés de 6,5 m. Les poteaux de behind, qui mesurent au moins 3 m, se trouvent de chaque côté des poteaux de goal, l'espacement étant d'environ 6 m. Dans la réalité la hauteur des poteaux est généralement multipliée par deux.
Pour marquer, il faut que le ballon passe entre les poteaux de goal ou de behind, les points n'étant validés que si le ballon a été frappé au pied. Si le ballon passe entre les deux poteaux de but, c'est un but, ce qui rapporte 6 points à l'équipe. Si le ballon passe entre un poteau de behind et un poteau de but, s'il touche un des poteaux de but avant de passer entre les deux poteaux de but, ou s'il est touché par un joueur avant de franchir la ligne de touche, c'est un behind (arrière) qui rapporte un point. Comme les détracteurs du footy le disent, il s'agit du seul sport où l'on marque un point quand on rate le but…
Les buts et arrières peuvent être marqués de n'importe où sur le terrain.
Après un but, le ballon est remis en jeu par l'arbitre de champ dans le rond central. Après un arrière, c'est un des joueurs de l'équipe qui n'a pas marqué qui remet le ballon en jeu en faisant une passe tout en se tenant dans le rectangle tracé devant les buts, cette dernière devant impérativement se faire au pied.
Le score est toujours affiché en donnant le détail des goals et des behinds, le nombre de goals étant indiqué en premier, suivi du nombre de behinds et enfin le total. Ce qui donne :
| Club     | G  | B  | T  |
| -------- | -- | -- | -- |
| Club 1   | 10 | 10 | 70 |
| Club 2 - | 1  | 2  | 8  |

Légende : G : nombre de buts (goals) marqués, B : nombre d'arrières (behind) marqués, T : score final

### Le jeu

#### Le ballon

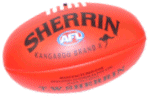
Un ballon de football australien

Le ballon de football australien est ovale mais il est un peu plus petit qu'un ballon de rugby et beaucoup plus allongé. Fait en cuir, il mesure environ 55 cm de circonférence transverse et 73 cm de circonférence. Il est rouge lorsque le match est joué en plein jour et jaune ou blanc si le match se déroule la nuit, ce qui en permet une meilleure visibilité. Sherrin est la marque historique du ballon, cette société étant à l'origine de la conception de sa forme. La ligue de football australien (AFL) utilise encore aujourd'hui les ballons de cette marque, bien que de plus en plus de ligues régionales comme les ligues de Nouvelle-Galles du Sud et du Territoire de la capitale australienne (l'AFL NSW/ACT) ou d'Australie-Méridionale (la SANFL), ainsi que la plupart des ligues non-australiennes, utilisent maintenant les ballons de la marque Burley, qui sont nettement moins chers et dont la qualité s'est beaucoup améliorée ces dernières années.

#### Les passes

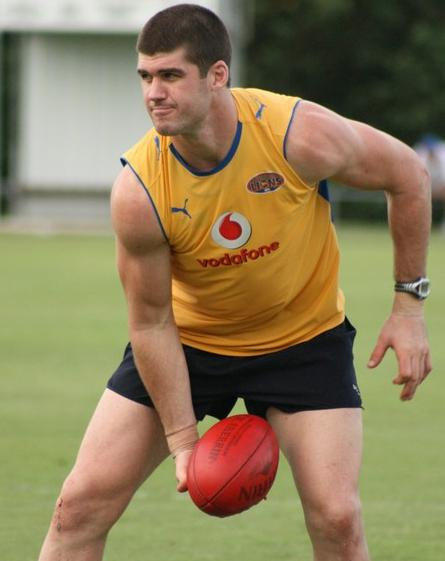
Un joueur des Brisbane Lions s'entraînant au handpass

Au football australien, la balle doit toujours être frappée, que ce soit avec la main ou avec le pied, autrement il y a faute et le ballon est rendu à l'adversaire.
Il existe deux types de passes :
À la main, c'est le handpass (ou handball), le ballon est tenu dans la paume d'une main (gauche par exemple) et est frappé avec le poing (droit) à l'extrémité la plus proche du corps, ce qui a pour effet de faire tourner le ballon en arrière et de stabiliser sa trajectoire. Un bon joueur se doit de maîtriser le handpass aussi bien avec la main droite que la main gauche.
Certains joueurs font rebondir le ballon sur le sol entre eux et leur coéquipier pour pouvoir faire des passes plus longues ou pour passer entre les jambes d'un adversaire, mais cette technique est très peu utilisée dans la mesure où la forme du ballon rend les rebonds assez hasardeux.

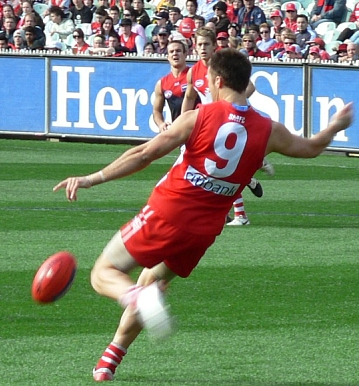
Joueur des Sydney Swans effectuant un kick

Au pied, c'est le kick, il existe trois façons de frapper le ballon avec le pied :
- le drop punt, le plus précis et le plus facile,
- le torpedo, peu précis mais qui permet de tirer plus loin,
- le banana, qui donne une trajectoire courbe au ballon, très utilisé par les forwards et les back pockets.

Dans tous les cas, le principe reste le même, les mains sont positionnées de façon que les doigts soient le long des coutures, les pouces juste au-dessus des lacets, puis la main droite (pour les droitiers) guide le ballon vers le pied droit le plus longtemps possible. Il faut ensuite frapper la balle avec le cou du pied en gardant toujours la jambe bien droite.
La difficulté réside dans la forme du ballon, il faut taper au bon endroit, là où les coutures se rejoignent, et bien dans l'axe perpendiculaire aux épaules pour que le ballon parte bien droit. Autrement la trajectoire est à peu près incontrôlable. Lorsqu'il est bien frappé le ballon tourne sur lui-même ce qui stabilise sa trajectoire et rend la réception plus facile.
Un joueur de footy doit maîtriser le kick aussi bien du pied droit que du pied gauche s'il aspire à une carrière professionnelle.
Pour emmener le ballon vers les buts adverses, les joueurs peuvent choisir de se faire des passes ou de traverser le terrain en courant. S'ils choisissent la deuxième solution, ils doivent impérativement faire rebondir le ballon tous les 15 mètres minimum, sous peine de devoir le rendre à l'équipe adverse.
Encore une fois, du fait de sa forme, être capable de faire rebondir le ballon tout en courant à pleine vitesse demande beaucoup d'entraînement.

#### Lemark

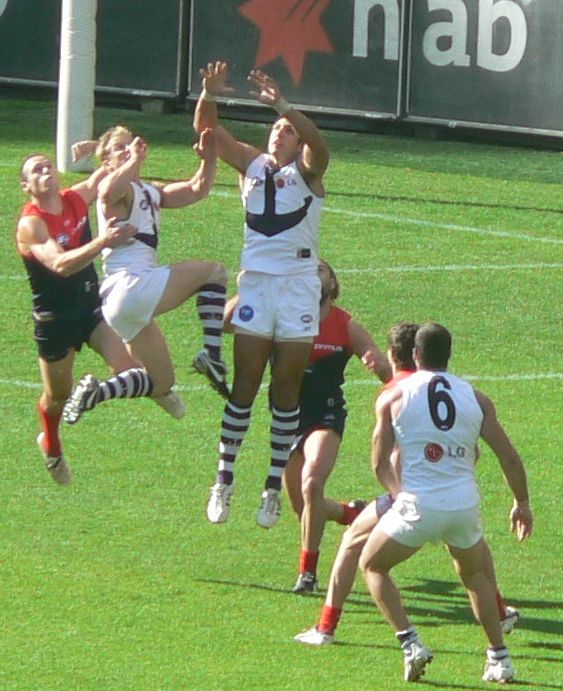
Un joueur des Fremantle Dockers réceptionne un kick (il est opposé à des joueurs des Melbourne Demons).

C'est ce qui rend le football australien si particulier.
Si un joueur rattrape un kick, venant d'un de ses coéquipiers ou non, sans que le ballon ait touché le sol, on dit qu'il prend un mark. Une fois le mark pris, le jeu s'arrête et le joueur qui a rattrapé le ballon peut en disposer comme il le souhaite sans être dérangé par l'équipe adverse. Le mark n'est validé que si le ballon a parcouru plus de 15 mètres.
Le joueur peut tenter de marquer un goal s'il est assez près des buts, ou de faire une passe à un de ses coéquipiers. Il peut également décider de ne pas profiter de son mark et surprendre la défense adverse en courant vers les goals, le jeu reprenant alors son cours normal et le joueur pouvant se faire tacler.
Certaines équipes, notamment celle de Sydney, utilisent les marks pour se rapprocher des buts adverses en conservant le contrôle du ballon. Une fois qu'un de leurs joueurs prend un mark, il essaie de faciliter la prise de mark par un de ces coéquipiers en lui faisant une passe courte ou tendue.

#### Les contacts

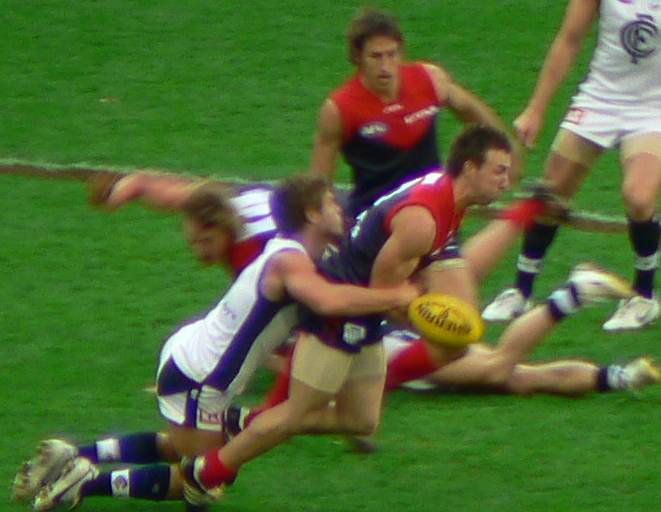
Un joueur des Melbourne Demons se fait plaquer

Le football australien a la réputation d'être un sport violent. Bien que les contacts soient autorisés, ils ne sont pas aussi nombreux que certains le prétendent, ceci étant dû à la vitesse du jeu. En effet les joueurs gardent rarement le ballon plus de 30 secondes et, quand ils l'ont entre les mains, ils s'empressent de s'éloigner de tout joueur adverse.
La plupart des contacts sont aériens les marks étant toujours très disputés, et les joueurs n'hésitent pas à se servir de leur coéquipier ou adversaire comme tremplin pour s'élever au-dessus du pack et s'emparer du ballon. Si on ajoute à cela le fait que les joueurs n'ont droit à aucune protection à part le protège-dents, on comprend d'où vient la réputation du footy. Il arrive tout de même que certains joueurs portent un casque de rugby, mais c'est généralement pour des raisons de santé.
Dans les règles officielles tous les coups sont permis tant que le joueur garde les yeux sur le ballon et que son intention n'est pas de blesser son adversaire, seule la manchette est strictement interdite. Les plaquages sont permis, mais seulement entre les épaules et les hanches. Il est également permis de jouer le joueur s'il se trouve à moins de 5 mètres du ballon, pour protéger un coéquipier ou simplement s'assurer la possession du ballon, c'est ce que l'on appelle le shepherd. Parfois, un joueur utilise le dos d'un de ses adversaires comme tremplin afin de réceptionner un kick, ceci est appelé un specky (venant de spectaculaire).

#### Les arbitres

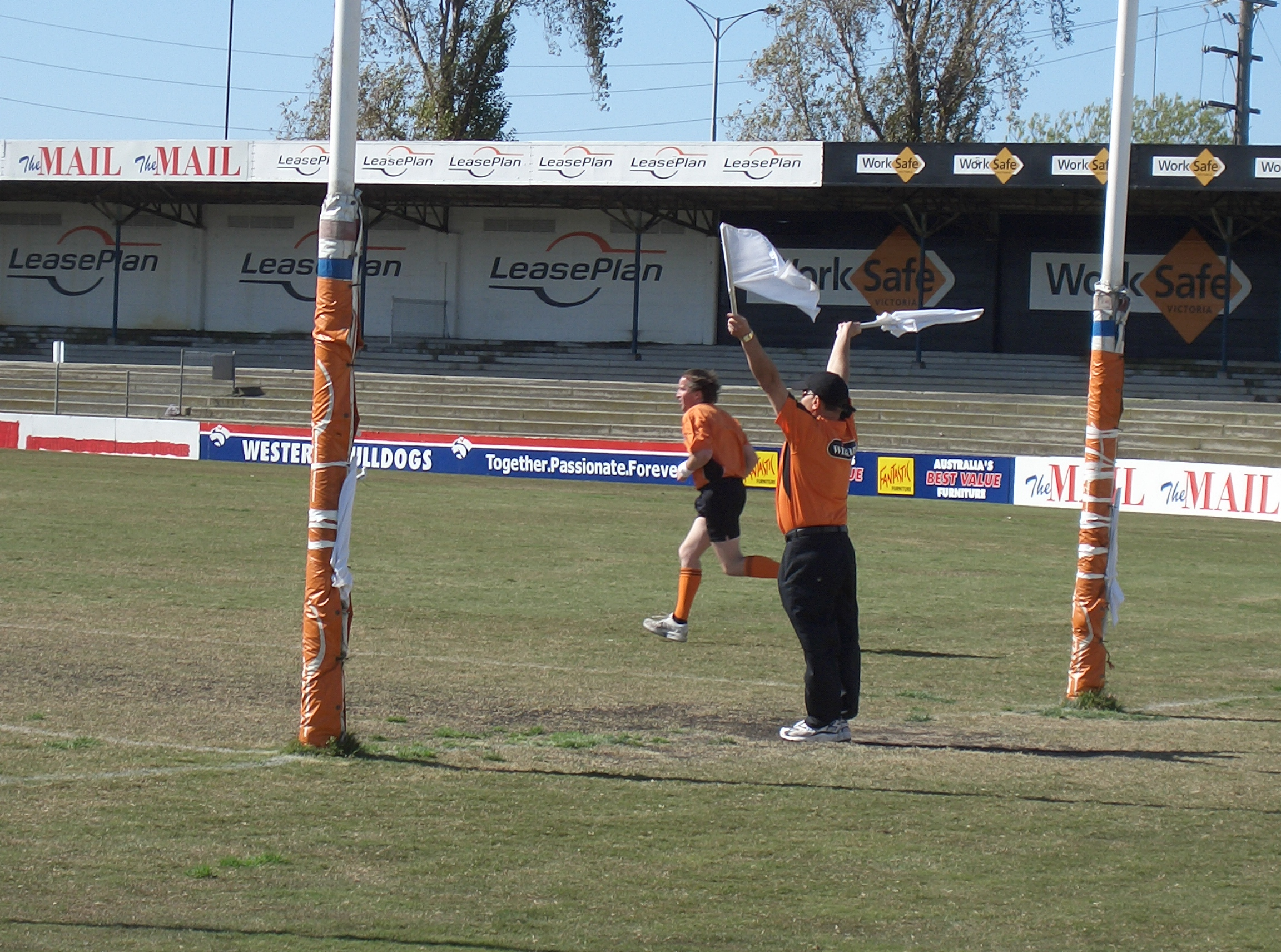
Un arbitre de but signalant un goal

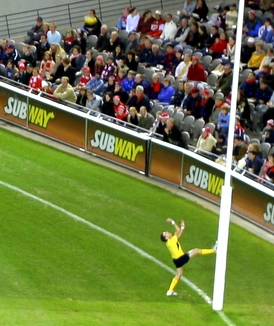
Remise en jeu du ballon (en haut de la photo) par un arbitre

Ils sont sept sur un terrain de football australien, trois arbitres de champ, deux arbitres de buts, deux arbitres de touche et un remplaçant. Inutile de préciser que les joueurs courent beaucoup pendant un match.
Les arbitres de champ ont pour rôle de surveiller les joueurs pendant les phases de jeu. Ils peuvent faire un rapport sur un ou plusieurs des joueurs qui auraient commis une faute grave, ce dernier pourra alors être suspendu pour le prochain match. Ils mettent le ballon en jeu au début de chaque quart-temps et après chaque goal en le faisant rebondir dans le rond central, c'est le bounce. Les ruckmen de chaque équipe s'affrontent alors dans un duel aérien similaire à l'entre-deux du basket. Ce sont également les arbitres de champ qui accordent les points, sur suggestion de l'arbitre de but.
Les arbitres de touche signalent toute sortie du ballon. Le ballon est considéré en touche s'il est sorti complètement du terrain. Si le joueur qui possède le ballon met un pied, ou plus, hors de la zone de jeu, la balle n'est pas considérée comme en touche. C'est l'arbitre de touche qui se charge de remettre le ballon en jeu en le lançant dans l'aire de jeu en tournant le dos à celle-ci.
Les arbitres de but restent derrière les buts et ce sont eux qui déterminent si le joueur a marqué un goal, un behind ou aucun point. Ils signalent les points marqués en agitant deux drapeaux blancs.

#### Les fautes
Une faute est sifflée par l'arbitre de champ si :
- un joueur a lancé la balle au lieu de la taper,
- un joueur pousse un adversaire dans le dos,
- un joueur cherche intentionnellement à blesser un de ses adversaires,
- un joueur garde le ballon alors qu'il est au sol.

Un joueur ne peut être exclu du terrain, peu importe ses agissements. La seule chose qu'il risque, c'est d'être suspendu pour les prochains matchs, dans ces conditions les joueurs s'en donnent à cœur joie quand ils disputent leur dernier match. C'est seulement lorsque les joueurs saignent ou que leur maillot est déchiré qu'ils doivent quitter le terrain, ils ne peuvent revenir que lorsqu'ils ne saignent plus, c'est ce qu'on appelle la blood rule. Les joueurs concernés par la blood rule se font remplacer le temps de se faire soigner.

#### Le match
Un match de football australien se divise en quatre quart-temps de 20 minutes chacun. Il n'y a pas d'arrêts de jeu, le temps est suspendu à chaque fois que le jeu est interrompu, que ce soit pour une touche, pour une faute ou pour ramener le ballon au centre après un goal.
Les équipes changent de côté après chaque quart-temps.
Une pause de cinq minutes a lieu entre un quart-temps et le suivant, et après le deuxième quart-temps, les joueurs rentrent aux vestiaires pour la mi-temps qui dure 15 minutes. Dans ces conditions, un match de football australien dure généralement plus de deux heures.

## Compétitions internationales

### Coupe internationale

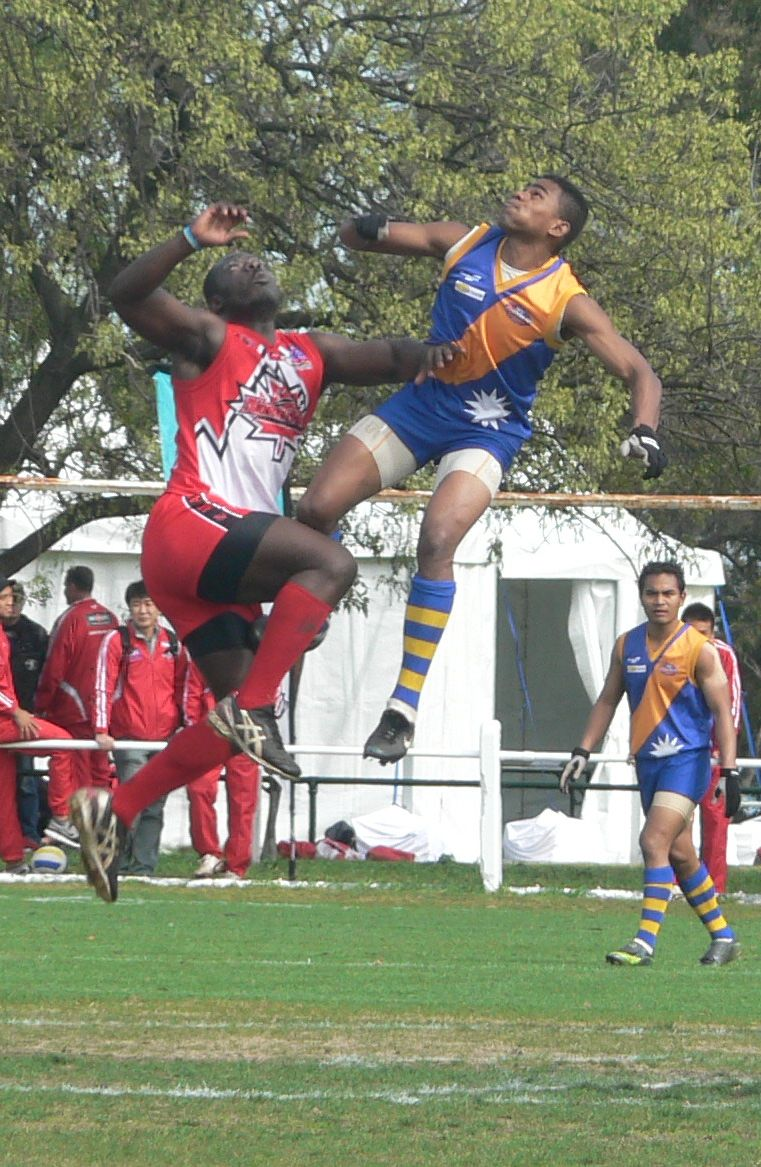
Un ruck entre un joueur du Canada (rouge) et de Nauru (bleu) lors de l'International Cup 2008

La Coupe internationale de football australien est une compétition rassemblant les meilleures équipes mondiales de football australien. Organisée en Australie depuis août 2002, la dernière édition de 2014 a vu s'affronter 18 équipes masculines et sept équipes féminines. Pour des raisons d'équité, aucun joueur professionnel et aucune équipe australienne ne sont autorisés à prendre part à cet événement. Bien qu'organisée en Australie cette compétition ne bénéficie que de très peu d'exposition médiatique, sans doute à cause de l'écart de niveau entre les pays participant et les équipes de l'AFL. Cependant des efforts en termes de visibilité seraient en cours de développement avec la diffusion de l’événement par SBS lors de l'édition 2017.

### European Championship
L'European Championship est la plus importante compétition masculine européenne de football australien entre nations. Contrairement à l'EU Cup qui se joue à 9, le tournoi organisé tous les 3 ans depuis 2010 se joue à 18, comme en Australie. La première édition, qui a accueilli 8 équipes, s'est déroulée du 1er au 7 août 2010 dans trois lieux différents : Copenhague, Farum et Malmö. L'équipe d'Irlande a remporté la première édition face au Danemark.

### European Cup
Un championnat européen de football australien est organisé tous les ans depuis 2003. Encore à ses débuts, cet événement regroupe de plus en plus d'équipes chaque année, preuve que le football australien se développe en Europe. Il est organisé chaque année dans une nouvelle ville afin que les retombées ne profitent pas toujours au même pays.
En 2005, c'est la Belgique qui remporte le tournoi, en 2007, la Suède et en 2008, l'Angleterre.

### International Rules
Dans ses tentatives d'exporter le football australien, l'AFL a décidé avec la GAA d'organiser des rencontres suivant des règles mixtes de football australien et de football gaélique.
Deux matchs sont organisés chaque année, sauf en 2007, en Irlande et Australie. Ces matchs mettent aux prises les meilleurs joueurs de l'AFL aux meilleurs joueurs du championnat irlandais de football gaélique. Les Irlandais étant des sportifs amateurs et jouant un jeu où les contacts sont limités à l'épaule contre épaule, la cohabitation avec les Australiens, sportifs professionnels et habitués à un engagement physique plus important, est parfois difficile. Ces rencontres ont d'ailleurs été suspendues en 2007 après des bagarres générales entre joueurs sur le terrain.

## Joueurs emblématiques

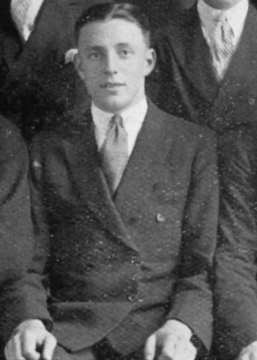
Allan La Fontaine, fait partie de l'équipe du siècle de Melbourne en 2000.

En 1996, pour célébrer le centenaire du VFL/AFL, a été créé l'Australian Football Hall of Fame. Ce temple regroupe les meilleurs joueurs de footy australiens de tous les temps, ainsi que les personnalités fortes de ce sport, comme certains arbitres, commentateurs, ou entraîneurs.
Le statut de Légende du football australien a été accordé à douze membres du Australian Football Hall of Fame en 1996 : Ron Barassi, Haydn Bunton Sr., Roy Cazaly, John Coleman, Jack Dyer, Polly Farmer, Leigh Matthews, John Nicholls, Bob Pratt, Dick Reynolds, Bob Skilton et Ted Whitten.
Depuis 1996, treize membres ont été promus Légende : Ian Stewart (1997), Gordon Coventry (1998), Peter Hudson (football australien) (1999), Kevin Bartlett (football australien) (2000), Barrie Robran (2001), Bill Hutchison (2003), Jock McHale (2005), Darrel Baldock (2006), Norm Smith (football australien) (2007), Alex Jesaulenko (2008), Kevin Murray (2010), Barry Cable (2012) et Tony Lockett (2015).
Dans la catégorie administrateurs, on trouve  Tom Wills et Charles Brownlow.

## Le football australien phénomène social

### Élément de la culture populaire

#### Culture du football australien
Le football australien a un impact important dans la culture populaire, majoritairement en Australie, où la discipline est en effet une source d'inspiration universelle depuis plus d'un siècle, en passant par tous les arts, du cinéma à la chanson.
Dans le domaine du cinéma, le football australien a été filmé pour la première fois en 1898, lorsque le club australien d'Essendon joua contre Geelong dans l'ancien Stade le East Melbourne Cricket Ground. La plus ancienne copie reste celle du match filmé par le britannique Charles Cozens Spencer lors de la finale de 1909 gagnée par les South Melbourne Football Club face au Carlton Football Club.
Le football australien se décline également dans une gamme de jeux de vidéo. Australian Rules Football est le premier à sortir en 1989 sur  Commodore 64, ZX Spectrum et Amstrad CPC.

#### Les supporters
Le football australien entraîne un vaste mouvement de soutien populaire en Australie. Le football australien est néanmoins secoué par le racisme depuis de nombreuses années, les joueurs aborigènes étant les cibles principales, l'exemple le plus récent étant celui de Adam Goodes, un des sportifs australiens aborigènes les plus connus, qui a mis fin à sa carrière en 2015 après avoir été régulièrement l'objet de huées dans les stades.